# Соколюк Максим Юрійович
Макси́м Ю́рійович Соколю́к (н. 6 вересня 1977, Київ, УРСР) — український громадський діяч, політик. Голова Державної міграційної служби України (з 7 грудня 2015 по 29 вересня 2021).

## Життєпис
Закінчив Київський політехнічний університет (спеціальність — мікроелектроніка).
Працював:
- менеджером, помічником директора ООО «ЕЛЕЙ-2» (1998—2000);
- комерційним директором ТОВ «Мрія» (2000—2001);
- директором ООО «МСОМ» (2001—2011);
- радником Голови Державної міграційної служби України (2011—2013);
- генеральним директором Державного підприємства «Державний центр персоналізації документів» (2013).

З 7 грудня 2015 року до 29 вересня 2021 — Голова Державної міграційної служби України, Соколюк замінив на цій посаді Сергія Радутного.
29 вересня 2021 року Кабінет Міністрів звільнив Соколюка з посади голови Міграційної служби після того, як детективи НАБУ провели обшуки в його кабінеті. Його підозрювали в розкраданні коштів при будівництві нового офісу міграційної служби на вул. Павловській, 29 в Києві.

## Розслідування
У червні 2024 року слідство встановило, що Соколюк сприяв укладанню договорів із підконтрольними компаніями. Злочинна група протягом кількох років заволодівала бюджетними коштами шляхом завищення вартості виконаних робіт, оформлення «порожніх актів» та дублювання робіт.
За даними слідства, 2015 року міграційна служба отримала від держави будівлю у центрі Києва для облаштування в ній центрального офісу. Бізнесмен, який тривалий час перебував у дружніх стосунках з представниками ДМС та іншими посадовцями, організував розкрадання коштів з використанням підконтрольних осіб у структурі міграційної служби. Він залучив Соколюка, його заступника та начальника господарської частини ДМС, щоб вони сприяли укладанню договорів із підконтрольними йому компаніями щодо виконання робіт шляхом спотворення результатів торгів і забезпечили здійснення оплати за «роботи та послуги».
НАБУ і САП з Департаментом внутрішньої безпеки Нацполіції повідомили Соколюку про підозру у заволодінні 88 млн грн. Суддя ВАКС обрав запобіжний захід у вигляді 3 млн грн застави.

## Родина
Розлучений, від першого шлюбу має двох дітей..
Друга дружина — українська модель та фотограф Анастасія Зінченко. Вони познайомилися під час пандемії коронавірусу, коли дівчину відмовилися евакуювати з Уханя. Одружилися в лютому 2021 року.